# Barynaias
Barynaias је род слатководних шкољки из породице Unionidae, речне шкољке.

## Врсте
Врсте у оквиру рода Barynaias:
- Barynaias caldwellii (Lea, 1858)
- Barynaias opacata (Crosse & Fischer, 1893)
- Barynaias pigerrima (Crosse & Fischer, 1893)
- Barynaias plexus (Conrad, 1838)
- Barynaias sallei (Crosse & Fischer, 1893)